# Марьинка (Калужская область)
Ма́рьинка — деревня в Думиничском районе Калужской области России. Входит в Сельское поселение «Деревня Буда»

## История
Деревня образовалась в начале 19 в. Располагалась на перекрестке дорог Речица-Палики и Буда-Полюдово. Первоначально называлась Марьино (Дворики). В 1859 насчитывалось 14 дворов и 124 жителя обоего пола. С 1861 входила в Будскую волость Жиздринского уезда. На период отмены крепостного права помещиками деревни были А.А.Лазарев и (Густав Густавович?) Дризен.
В 1897 г. наследники дворянина, землевладельца Иосифа Родионовича Лабунского открыли в Марьинке гончарный завод с паровым двигателем на 15 л.с. В 1902 завод при 24 рабочих произвел огнеупорного кирпича на 33782 рубля, в 1909 при 45 рабочих - 10 тыс. пудов шамота, 600 тыс. шт. кирпича на 28513 руб., в 1913 при 89 рабочих - на 40884 руб.
После установления советской власти завод был национализирован и прекратил работу. В 1920-е его пыталиль запустить, но потом, вероятно, оборудование по добыче глины перевезли на другое месторождение, ближе к Речицкому заводу, где образовался поселок Марьинский.
В январе 1930 организован колхоз им. Калинина.
Перед войной деревня Марьинка насчитывала 48 дворов.
Во время войны находилась в фашистской оккупации с 5 октября 1941 по 24 июля 1943 (с коротким перерывом 6-18 января 1942).
Колхоз им. Калинина в сентябре 1959 объединился с колхозом им. 1 Мая (Буда).

## Знаменитые уроженцы
- В д.Марьинка родился Тихон Борисович Митрохин (1902—1980), первый и единственный нарком (министр) резиновой промышленности СССР (в 1942—1948 гг.).